# Autolytus chathamensis
Autolytus chathamensis är en ringmaskart som beskrevs av Knox 1960. Autolytus chathamensis ingår i släktet Autolytus och familjen Syllidae.
Artens utbredningsområde är havet kring Nya Zeeland. Inga underarter finns listade i Catalogue of Life.